# Muzyka klezmerska
Muzyka klezmerska – niegdyś muzyka związana z żydowskimi obrzędami religijnymi, z czasem przerodziła się w muzykę rozrywkową, graną w czasie żydowskich ślubów i uroczystości, by wreszcie połączyć się z jazzem.

## Historia
Muzyka klezmerska rozpowszechniła się w drugiej połowie XVIII wieku, gdy pojawiły się wędrowne grupy żydowskich muzykantów. Ich nazwa pochodziła od hebrajskiego כלי זמר (klej zemer – „instrumenty muzyczne”, dosłownie: „narzędzia pieśni”); powiązana jest ona z kultem świątynnym i dotyczy instrumentów używanych wówczas w czasie obrzędów składania ofiar. Instrumenty, z których wtedy korzystano, to głównie szofar, instrumenty perkusyjne czy harfy i liry. W czasach nam bliższych instrumentarium powiększyło się o obecnie najbardziej kojarzone z klezmerami instrumenty, jak skrzypce, klarnet i kontrabas. Ale nie można powiedzieć jednoznacznie, jakie instrumenty były najczęściej używane, bowiem sięgano często po inne instrumenty, popularne w danym regionie czy kraju. 
Zawód klezmera często przechodził z pokolenia na pokolenie, zaś muzycy uświetniali swoją grą ważne uroczystości – wesela czy wystawne dworskie przyjęcia. Tak jak dziś, mieli oni bardzo urozmaicony repertuar, sięgali po utwory regionalne, muzykę żydowską, z czasem utworzyło się kilkanaście nurtów tej muzyki, tworzonych przez różne rody muzyków - od bardziej religijnej muzyki chasydzkiej po bardziej świecką i rozrywkową. Holocaust sprawił, iż najwięcej wykonawców działa obecnie w USA. W Polsce prawdziwy renesans nastąpił w latach 90. Obecnie powstaje coraz więcej grup klezmerskich, a także restauracje, które dają możliwość posłuchania muzyki w oryginalnym wykonaniu.

## Obecnie
Poza klasycznym graniem funkcjonuje też swego rodzaju muzyczna awangarda, czerpiąca z klasycznej muzyki klezmerskiej czy chasydzkiej, nie unikając wpływów jazzu, folku, elektroniki, rocka, a nawet funka, reggae czy hip-hopu. Obecnie najlepiej rozpoznawalnym przedstawicielem tych ostatnich jest Matisyahu. Nie jest jedynym raperem żydowskim, ale na pewno jednym z nielicznych wplatających w swoją muzykę także dźwięki tradycyjne. Inni podobni wykonawcy nie są zbyt znani. Jeśli chodzi o awangardę korzystającą z motywów muzyki klezmerskiej, należy wymienić między innymi saksofonistę Johna Zorna, grupę Charming Hostess, Koby Israelite oraz wykonawców powiązanych z wytwórnią Tzadik Records, założoną przez Zorna. Zjawisko określa się czasem jako „Radical Jewish Culture”.

## Wykonawcy polscy
Polskie zespoły klezmerskie, znane także poza granicami kraju, to przede wszystkim: Kroke, The Cracow Klezmer Band (który zmienił nazwę na początku 2007 r. na Bester Quartet), KlezmaFour, Sounds of Times, Rzeszów Klezmer Band, Accorinet Klezmer Band, Klezzmates oraz Di Galitzyaner Klezmorim czy Quartet Klezmer Trio. Także w Polsce często odchodzi się od tradycji i sięga po awangardę, nowi wykonawcy zaś pojawiają się nieustannie. Do muzyki klezmerskiej nawiązuje np. w swojej twórczości saksofonista jazzowy Mikołaj Trzaska, m.in. wraz z Raphaelem Rogińskim w zespole Shofar oraz w swoim kwartecie klarnetowym Ircha.